# Callicerus rigidicornis
Callicerus rigidicornis är en skalbaggsart som först beskrevs av Wilhelm Ferdinand Erichson 1839.  Callicerus rigidicornis ingår i släktet Callicerus, och familjen kortvingar. Arten har ej påträffats i Sverige.